# Arnau Obiols i Campi
Arnau Obiols i Campi (la Seu d'Urgell, 1985) és un músic català pirinenc. Es formà en magisteri musical a la Universitat de Barcelona, posteriorment, al Taller de Músics i especialitzant-se a l'Escola Superior de Música de Catalunya (ESMUC) en bateria jazz. Actualment, està especialitzat amb la música d'arrel i l'experimentació musical.
Es forma, en un inici amb la bateria a l'Escola Municipal de Música de la Seu, passant per cursos a Arsèguel i Andorra. Al llarg dels anys publica diversos discos, barrejant la música d'arrel i l'experimentació musical i ha col·laborat amb diversos artistes. Les diferents obres en les quals crea i participa tenen relació amb la tradició i l'entorn en el qual es troba (Brots Transhumants o Ulls Clucs). És fill de l'historiador pirinenc Joan Obiols i Puigpinós.

## Discografia
- 2013: Projecte Pirene (Aladid Records)
- 2015: Libèrrim (Aladid Records)
- 2019: Tost (Microscopi)[2]
- 2023: Mont cau (Microscopi)